# William Cobbett

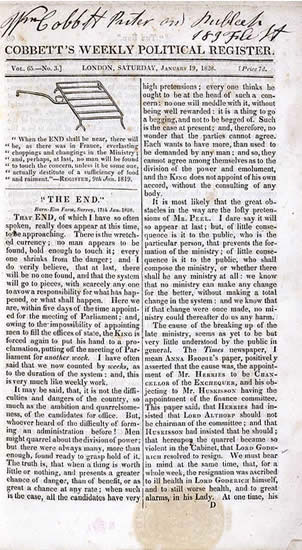
Strona tytułowa pisma założonego przez Cobbetta

William Cobbett (ur. 9 marca 1763 w  Farnham, zm. 14 czerwca 1835 w Normandy) – angielski robotnik rolny, żołnierz, publicysta i polityk.

## Życiorys
Pochodził z chłopskiej rodziny. Był samoukiem (ojciec nauczył go pisać i czytać) . W 1783 zaciągnął się do armii (uzyskał stopień sierżanta-majora) , gdzie służył 8 lat. Następnie krótki czas przebywał we Francji, skąd udał się do USA. W 1800 powrócił do Wielkiej Brytanii . Założył gazetę „The Weekly Political Register“, odrzucając propozycję premiera Williama Pitta, by redagować pismo rządowe . M.in. za krytykę władz trafił do więzienia (1810-1812). Zagrożony ponownym aresztowaniem udał się do Stanów Zjednoczonych, gdzie przebywał od 1817 do 1819 . Z Ameryki przywiózł szczątki Thomasa Paine’a. Od 1832 do śmierci zasiadał w Izbie Gmin .

## Poglądy
Całe swoje życie był protestantem. Mimo tego w swej publicystyce uważał, że fundamentem wiary angielskiej był katolicyzm, dający wolność i dobrobyt, w przeciwieństwie do protestantyzmu, który przyczynił się do ubóstwa ludności. Był przeciwnikiem rewolucji, jakobinów i maltuzjanizmu .

## Prace
- Historyja reformy protestanckiéj w Angliji i Irlandyji, Poznań 1877
- Nowe listy Wiliama Cobbetta, Wilno 1843
- Społeczne skutki reformacji, Londyn 1947